# اسمارت را بگیر (فیلم)
اسمارت را بگیر (به انگلیسی: Get Smart) فیلمی محصول سال ۲۰۰۸ آمریکا به کارگردانی پیتر سگال است. در این فیلم بازیگرانی همچون استیو کارل، آن هاتاوی، دواین جانسون، آلن آرکین، ترنس استامپ، تری کروس، دیوید کوچنر، جیمز کان، نیت تورنس، ماسای اوکا، بیل مری و پاتریک واربرتون ایفای نقش کرده‌اند.